# Kom i din ungdoms dagar
Kom i din ungdoms dagar är en ungdomspsalm med tre verser av Lina Sandell-Berg. 
Melodin är en tonsättning efter Joseph Haydn.

## Publicerad i
- Sångbok för söndagsskolan 1876 utgiven av C. A. V. Lundholm
- Svenska Missionsförbundets sångbok 1920 som nr 582 under rubriken "Ungdomsmission".
- Psalmisten 1922